# 阿尔福斯德略雷多
阿尔福斯德略雷多，是西班牙坎塔布里亚的一个市镇。总面积46平方公里，总人口2535人（2001年），人口密度55人/平方公里。